# Pic de Rochebrune
Pic de Rochebrune – szczyt w Alpach Kotyjskich, części Alp Zachodnich. Leży w południowo-wschodniej Francji w regionie Prowansja-Alpy-Lazurowe Wybrzeże, blisko granicy z Włochami.